# The Ridah
The Ridah è il nono album in studio del rapper statunitense Spice 1, pubblicato nel 2004.

## Tracce
1. Work It Tonite (featuring Barinder Judge)
2. Cutthroat Game
3. Still Here
4. Behind Closed Doors
5. Gangbang Music (feat. Tha Eastsidaz)
6. Reckless Eyeballin'
7. Nature to Ride
8. Kizz My Azz
9. Pimp Pizzle (feat. Dru Down)
10. Cutthroat Game, Pt. 2
11. Boomin Pistols
12. Thug World (feat. Kurupt)
13. 1 in a Million
14. U Gotta Take It (One Day At A Time) (feat. 2Pac, LP & Headstrong)
15. Behind Closed Doors, Pt. 2
16. I'm a Boss
17. Pimp Pizzle (Radio Mix) (feat. Dru Down)